# Подорожненська сільська рада (Світловодський район)
| Подорожненська сільська рада — колишній орган місцевого самоврядування у Світловодському районі Кіровоградської області з адміністративним центром у с. Подорожнє. Сільській раді підпорядковані населені пункти: - с. Подорожнє - с. Бабичівка - с. Нагірне |

## Склад ради
Рада складається з 16 депутатів та голови.

### Керівний склад ради
| ПІБ                          | Основні відомості                                                               | Дата обрання | Дата звільнення |
| ---------------------------- | ------------------------------------------------------------------------------- | ------------ | --------------- |
| Перевертайло Павло Федорович | Сільський голова, 1956 року народження, освіта, безпартійний                    | 26.03.2006   | 31.10.2010      |
| Бутко Наталія Антонівна      | Сільський голова, 1957 року народження, освіта середня спеціальна, позапартійна | 31.10.2010   |                 |

Примітка: таблиця складена за даними джерела

## Населення
Згідно з переписом УРСР 1989 року чисельність наявного населення сільської ради становила 2509 осіб, з яких 1104 чоловіки та 1405 жінок.
За переписом населення України 2001 року в сільській раді мешкало 2139 осіб.

### Мова
Розподіл населення за рідною мовою за даними перепису 2001 року:
| Мова       | Відсоток |
| ---------- | -------- |
| українська | 90,77 %  |
| російська  | 8,29 %   |
| білоруська | 0,61 %   |
| вірменська | 0,24 %   |
| гагаузька  | 0,05 %   |
| угорська   | 0,05 %   |